# Juan Gómez Crespo
Juan Gómez Crespo (Fernán Núñez, Córdoba, 26 de julio de 1910 - 29 de junio de 1994) fue un jurista, historiador, escritor e investigador español.

## Biografía
Llevó a cabo sus estudios de Filosofía y Letras y Derecho en Sevilla y Madrid. Director de la Real Academia de Córdoba, Presidente del Tribunal Tutelar de Menores, profesor y director del Instituto Góngora, hijo predilecto de Fernán Núñez. Parte de su faceta investigadora se centra en aspectos de la historia de Fernán Núñez. Sus estudios sobre el Palacio Ducal ayudaron a obtener su declaración como conjunto histórico–artístico. También estudio los orígenes de la Iglesia de Santa Marina, llevando a cabo también estudios demográficos y culturales sobre esta localidad. A su muerte en donó más de la mitad de su colección bibliográfica, unos 3000 volúmenes, a la Biblioteca Municipal de Fernán Núñez que, en homenaje, lleva su nombre. El Ayuntamiento de Fernán Núñez le nombró hijo predilecto de la Villa de Fernán Núñez, el 23 de junio de 1985.